# Аламинут
 Тази статия е за комедийното предаване.  За бързо ястие вижте Аламинут (ястие).  
„Аламинут“ е първото за българския телевизионен ефир игрално филмово скеч шоу. Създадено през 2005 г. по идея на Робин Кафалиев (автор и режисьор), шоуто се излъчва по bTV и профилираните канали на bTV Media Group.

## История
През пролетта на 2005 г. Робин Кафалиев и съмишлениците му, на собствени разноски, заснемат два пилотни епизода за скеч шоу. Проектът „Аламинут“, с продължителност 24 мин. на предаване, е представен пред bTV, одобрен и след няколкомесечен снимачен период стартира в prime-time на 7 октомври същата година.
Шоуто първоначално е изградено от произволно редуващи се кратки хумористични форми – скечове, стендъпи, афоризми и др., заснети в реална среда на различни локации.
През първите пет сезона (до 2010 г.) основните актьори (Робин Кафалиев, Йордан Господинов – Дачко, Атанас Бончев – Наката, Невена Бозукова – Неве, Милена Маркова – Маца), голяма част от които са колеги и приятели от студентските години във ВИТИЗ „Кр. Сарафов“ и съвместната си работа в театър „Алтернатива“, залагат основно на стотици превъплъщения в различни образи, характерни за българската народопсихология. По тази причина „Аламинут“ продибава много широка популярност и бързо се превръща в телевизионен хит.
В този период, освен регулярните епизоди, екипът на шоуто създава и няколко специализирани издания: Новогодишен мюзикъл (2005) по интерпретации на Иван Лечев, „Европчаните“ – пълнометражна комедия по повод влизането на България в Европейския съюз (2006), „В търсене на Коледа“ (2008) – музикален филм с участието на група „Сигнал“.
В пети сезон Робин Кафалиев трансформира шоуто в тематична комедийна поредица – „Аламинут пътува из Европа“. 12-те едночасови епизода, заснети в България, Франция, Великобритания, Белгия, Италия, Ватикана, Австрия, Гърция и Турция, третират в хумористичен аспект поведението на различни категории българи в чужбина. Темата е много актуална и носи огромен успех на поредицата. Но въпреки че е много ефективен, периодът 2005 – 2009 г. е и изключително натоварен за екипа. През 2010 г. Невена Бозукова – Неве и Милена Маркова – Маца се разделят с шоуто и се пренасочват към друг тип комедийни продукти – театър и ситком. 
Мъжете от първоначалната петица продължават активна креативна и снимачна дейност в шести сезон на „Аламинут“ (най-дългия в историята на предаването – 30 едночасови епизода). Следва седми сезон, озаглавен „Аламинут 007“, който е относително кратък – 7 филма в пародийно-криминална поредица. 
Последните три сезона на шоуто са в нов модерен формат (т. нар. скитком /skit com/ – тематична и сюжетна последователност на образи и отношения) и жанрово са по-близки до ситуационна комедия, отколкото до скеч шоу. Осми и девети сезон „Аламинут – Welcome to Bulgaria“ – 1 и 2 представляват забавно-сатиричен поглед към българската действителност през очите на реално пребиваващи в България чужденци. Десети сезон „Аламинут – Ново поколение“, е също скитком, но гледната точка е на деца и тийнейджъри към учението, родителите, политиката, парите, т. е. към съвременна България. Част от епизодите са излъчени еднократно предпремиерно. Премиерата на целия сезон е през 2015 г.
През годините „Аламинут“ се радва и на интерес извън границите на страната. Напр. лондонската продуцентска компания „Can’t stop media“ представя шоуто многократно на различни международни фестивали и телевизионни пазари предимно в Англия, Франция, Германия, Белгия. През 2009 г. японската националната телевизия NHK, вече неколкократно излъчвала епизоди на „Аламинут“ в Япония, включва шоуто в класацията за тв програми от света NEXT – Hit TV Program Of The World и впоследствие класира „Аламинут“ за комедия No 1 от чужбина.

## Екип
През годините „Аламинут“ се радва на много съмишленици, които като участници, подизпълнители или членове от екипа съществено допринасят за неговото развитие.
Първоначалната идея за скеч шоу Робин Кафалиев реализира с активнотно съдействие на дългогодишния си приятел и колега Красимир Ванков, който като основен подизпълнител изиграва важна роля за създаването и сплотяването на екипа през първите три сезона на „Аламинут“. В началото на 2008 г., заедно с Мартин Захариев, Робин Кафалиев създава продуцентската фирма Eyevision, която заснема останалите сезони на шоуто. През 2013 г. Робин Кафалиев продава дяловете си от Eyevision и екипът продължава своята дейност в компанията „Робин К.“.

### Актьорски екип
Актьорският състав на „Аламинут“ е доста разнообразен през годините. Някои са съмишленици през цялото време (2005 – 2013). Освен основните лица (Робин, Дачко и Наката) от самото начало и във всички сезони в „Аламинут“ се снимат Таня Кожухарова, Нина Нейкова, Здравко Методиев, като до 2010 г. изключително активно участват във всички епизоди Невена Бозукова и Милена Маркова.
През различните периоди от съществуването на скеч шоуто системно са снимали и Димитър Манчев (2005 – 2008), Лина Златева (2007 – 2010), Ярослава Павлова (2009 – 2011), Анелия Луцинова (2009 – 2011), Маргарита Хлебарова (2009 – 2013), Мариана Миланова (2008 – 2013), Елица Данаилова (2010 – 2012), Яна Бобева (2010 – 2012), Мариела Топалова (2010 – 2013), Елена Атанасова (2011 – 2013), Сандра Петрова (2012– 2013), Валентин Владимиров (2008 – 2011), Цветомир Ангелов (2008 – 2013), Петър Митев (2008 – 2013), Светлана Димитрова (2007 – 2013) и др. Във всичките 9 сезона на „Аламинут“ спорадично участват и над 100 различни актьори и популярни лица от различни професионални сфери, поколения и националности – напр. Васил Попов, Методи Атанасов, Лъчезар Стефанов, Силвия Кацарова, Владимир Ампов – Графа, група „Сигнал“, Калин Сърменов, Светла Ковачева, Асен Христов, Роже Кафалиев, Веселин Цанев, Кирил Маричков, Маги Желязкова, Георги Тошев, Елена Бойчева, Валентин Бурски, Маринела Ангелова, Карина Ангелова, Калина Кипрова, Ивелин Найденов, Йордан Данчев, Александър Митрев, Сергей Константинов, Явор Антонов, Тодор Николов, Чарлз Чисенепи и много др.

### Креативен екип
Основните екипи на „Аламинут“ през годините са относително постоянни. Автор и режисьор – Робин Кафалиев, главен сценарист – Христо Христов, отговорен оператор – Румен Златинов, монтаж – Антон Вълчанов. Активно и системно участие в режисурата и монтажа през годините има и Атанас Бончев – Наката, както и Валентин Илиев (2005), Йордан Банков (2005 – 2006).

### Продукционен екип
Директор продукция – Красимир Ванков (2005 – 2008), Красимир Борисов (2008 – 2014); асистенти и организатори: Светлана Димитрова, Красимир Борисов, Ралица Стефанова, Ива Фесчиева, Ирена Йорданова, Кирил Орлов, Калоян Павлов, Йордан Господинов, Милена Маркова, Таня Кожухарова, Цветомир Ангелов, Станислав Стоянов, Петър Митев и много др.; тонрежисьор – Милен Димов; грим и гардероб: Анжела Спасова, Християна Захариева, Силвия Владиславова, Петя Антонова, Зинаида Мирчева, Кристина Серафимова. Всички сезони на „Аламинут“ са осъществени почти изцяло със снимачни екипи на bTV.

## Сезони
| Сезон          | Заглавие                           | Брой епизоди | Времетраене |
| -------------- | ---------------------------------- | ------------ | ----------- |
| 2005 – 2006 г. | „Аламинут“ – Сезон 1               | 26           | 24 мин.     |
| 2006 – 2007 г. | „Аламинут“ – Сезон 2               | 28           | 24 мин.     |
| 2007 – 2008 г. | „Аламинут“ – Сезон 3               | 27           | 24 мин.     |
| 2008 – 2009 г. | „Аламинут“ – Сезон 4               | 27           | 24 мин.     |
| 2009 – 2010 г. | „Аламинут пътува из Европа“        | 12           | 50 мин.     |
| 2010 – 2011 г. | „Аламинут се завръща в България“   | 30           | 48 мин.     |
| 2012 г.        | „Аламинут 007“                     | 7            | 48 мин.     |
| 2013 г.        | „Аламинут – Welcome to Bulgaria“ 1 | 28           | 24 мин.     |
| 2014 – 2015 г. | „Аламинут – Welcome to Bulgaria“ 2 | 26           | 24 мин.     |
| 2015 г.        | „Аламинут – Ново поколение“        | 24           | 24 мин.     |

### Специални издания
| Дата                | Заглавие                     | Времетраене |
| ------------------- | ---------------------------- | ----------- |
| 31 декември 2005 г. | „Аламинут“ – коледен мюзикъл | 24 мин.     |
| 31 декември 2006 г. | „Европчаните“                | 60 мин.     |
| 31 декември 2008 г. | „В търсене на Коледа“        | 100 мин.    |